# Tagish
Tagish – miejscowość w Kanadzie, w Jukonie. Według danych na rok 2016 liczyła  249 mieszkańców.